# هوس (فیلم ۱۹۸۷)
هوس (ایتالیایی: Capriccio) یک فیلم درام اِروتیک ایتالیایی به کارگردانی تینتو براس است که در سال ۱۹۸۷ منتشر شد. از بازیگران آن می‌توان به فرانچسکا دلارا، ویتوریو کاپریولی، ایزابلا بیاجینی، ونانتینو ونانتینی، و تینتو براس اشاره کرد.